# کریس کونیتز
کریس کونیتز (انگلیسی: Chris Kunitz؛ زادهٔ ۲۶ سپتامبر ۱۹۷۹) بازیکن هاکی روی یخ اهل کانادا است.
وی همچنین برندهٔ جوایزی همچون جام استنلی شده‌است.
از باشگاه‌هایی که در آن بازی کرده‌است می‌توان به آناهایم داکس اشاره کرد.